# غيم إس دبليو إف
غيم إس دبليو إف هي مكتبة برمجية مفتوحة المصدر ذات ملكية عامة لتحليل وعرض أفلام إس دبليو إف باستخدام واجهة برمجية ذات دعم لرسوم ثلاثية الابعاد في العتاد. و هي مصممة للاستخدام كمكتبة واجهة مستخدم في الحاسوب وأجهزة الألعاب.
البرنامج كتب بلغة سي++ و تترجم إلى لغة الألة تحت أنظمة ويندوز، ماك أو.أس عشرة ولينوكس باستخدام تجميعة مصرفات جنو ومايكروسوفت فيجوال سي++. و تتضمن شفرة لعرض الرسوم مع مكتبة الرسوميات المفتوحة. جزء عرض الرسوم معمول لكي يكون بالأمكان نقل الشفرة لواجهات برمجية أخرى.
يستخدم البرنامج من قبل مشاريع أخرى مفتوحة المصدر مثل جناش. و كذلك تستخدم في ألعاب مثل آد ورلد: غضب الغريب لعرض شاشات واجهة المستخدم مثل قائمة حاجيات اللاعب.

## وصلات خارجية
- صفحة المشروع
- اداة غرضها دمج الأفلام في الوقت الحقيقي بأستخدام هذا البرنامج